# Замбужал (Кондейша-а-Нова)
Замбужал (порт. Zambujal) — район (фрегезия) в Португалии, входит в округ Коимбра. Является составной частью муниципалитета Кондейша-а-Нова. Находится в составе крупной городской агломерации Большая Коимбра. По старому административному делению входил в провинцию Бейра-Литорал. Входит в экономико-статистический субрегион Байшу-Мондегу, который входит в Центральный регион. Население составляет 429 человек на 2001 год. Занимает площадь 18,04 км².